# Piąty etap
Piąty etap – powieść Sergiusza Piaseckiego z 1935 roku, opisująca realia pogranicza polsko-radzieckiego, lat 20. XX wieku.
Akcja rozgrywa się w kilku miastach, głównie w Baranowiczach, oraz Mińsku. Bohaterem powieści jest Roman Zabawa, Białorusin, który wstępuje do polskiego wywiadu. Trudni się on tam głównie przenoszeniem wiadomości między krewnymi mieszkającymi po obu stronach granicy polsko-radzieckiej, ale także pomaga kilku osobom wydostać się z ZSRR. Ma charakter awanturniczy, co można zauważyć w czasie jego powrotów zza granicy. Powieść opisywana jest z perspektywy narratora, ale też w formie pamiętnika głównego bohatera. Ukazuje w ośmieszającym tonie sposób, w jaki bolszewicy zaprowadzali swoje rządy na terenie byłego carskiego imperium.